# 절량농가
절량농가(絶糧農家)는 1970년대 이전부터 쌀이나 보리 등의 양식이 떨어져 밥을 먹지 못하는 농가를 지칭할 때 사용한 단어이다. 이후 경제성장과 벼농사가 발전하면서 1970년대 중반부터 그 사용빈도가 줄어들었고, 현재는 춘궁기, 보릿고개 등과 더불어 거의 쓰지 않는 단어가 되었다.
1. ↑  [신문과 놀자!/클릭! 재밌는 역사] 재배 까다로운 쌀은 어떻게 한국인의 주식이 됐을까, 동아일보, 2020년 10월 21일.